# 斯特林 (挪威)
斯特林（挪威語：Stryn）是挪威的一個市镇，位於韦斯特兰郡，行政中心为斯特林村。市镇面积为1,382平方公里，人口数量为7,130人（2020年），人口密度为每平方公里5.4人。